# Neill W. Macaulay Jr.
Neill W. Macaulay Jr. (Carolina do Sul, 10 de abril de 1935 — Micanopy, Flórida, 28 de outubro de 2007) foi um escritor, professor e ex-tenente do Exército do Movimento 26 de Julho de Fidel Castro.

## Carreira
O Prof. Macaulay formou-se na Universidade do Texas e na Cidadela e serviu dois anos no Exército dos EUA na Guerra da Coreia. Após o serviço militar, Macaulay juntou-se à Revolução Cubana em 1958, para derrubar Fulgencio Batista. Quando as forças de Castro se aproximaram de Havana, em dezembro de 1958 Macaulay começou a treinar pelotões de fuzilamento e foi promovido a tenente. Os membros da unidade de Macaulay incluíam Rafael del Pino, que se tornou chefe da força aérea de Cuba, mas depois desertou. Após a revolução, Cuba deu a Macaulay uma fazenda de tomate e ele enviou lucrativamente uma safra para Pompano Beach, Flórida. No entanto, em 1961, quando Castro anunciou intenções de controlar as exportações, ele partiu para os EUA, onde teve que travar uma batalha legal para manter sua cidadania americana. 
Macaulay então obteve um doutorado na Universidade do Texas e começou a lecionar na Universidade da Flórida (1964-1986), onde ficou conhecido como um especialista em história latino-americana. Aposentou-se do magistério em 1986.
Macaulay é autor de O Caso Sandino (1967) (um estudo sobre a resistência nicaraguense à ocupação norte-americana nas décadas de 1920-30), A Rebel in Cuba (1970), The Prestes Column (1974) e Dom Pedro: the struggle for liberty in Brazil and Portugal, 1798-1834 (1986, ISBN 978-0-8223-0681-8). É coautor com David Bushnell de The Emergence of Latin America in the Nineteenth Century (1988, 2º: 1994, ISBN 0195084020). Ele retornou a Cuba em 1991, depois de ser repetidamente negado a entrada pelo governo Castro. Mais tarde, fez várias outras viagens como acadêmico. As experiências de Macaulay em Cuba ajudaram a inspirar dois documentários Cuba: A Lifetime of Passion (2007) e Patria o Muerte.